# بارفولد، ویکتوریا
بارفولد (به انگلیسی: Barfold) یک شهرک در استرالیا است که در ویکتوریا (استرالیا) واقع شده‌است.